# Rue Léopold Courouble
Pour les articles homonymes, voir Courouble.
La rue Léopold Courouble (en néerlandais : Léopold Couroublestraat) est une rue bruxelloise de la commune de Schaerbeek qui va de la rue Waelhem au boulevard Lambermont.
Elle porte le nom d'un écrivain belge, Léopold Courouble, né à Bruxelles en 1861 et décédé à Bruxelles en 1937.
La dénomination de la rue date de 1906.

## Adresses notables
- no 24 : Art Studio & Report
- no 26 : Delta Vogue
- no 28 : SBSoft